# Пачовський Теоктист Іванович

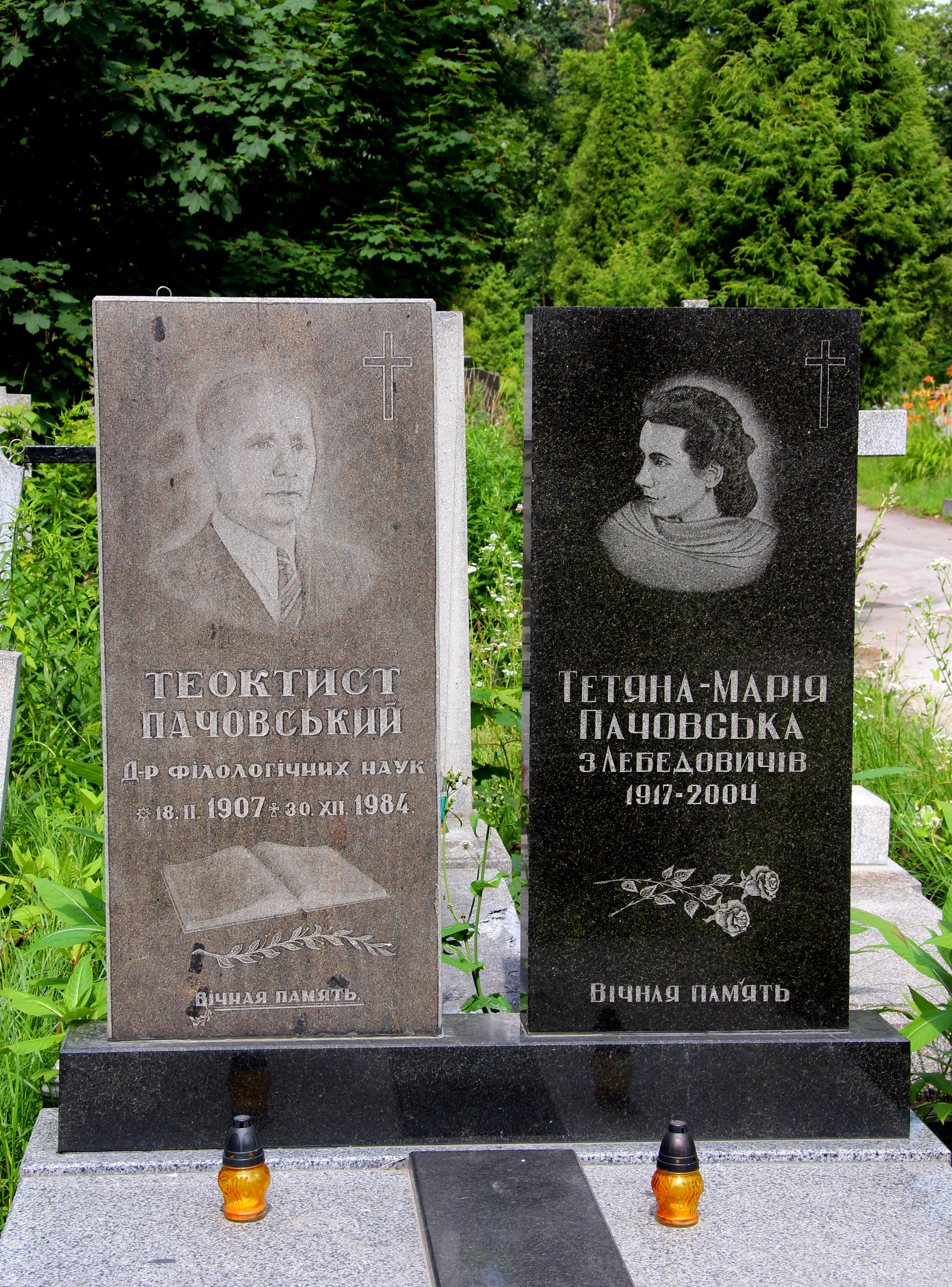
Надгробок на могилі д-ра філологічних наук Т. Пачовського і його дружини Т.-М. Пачовської.

Теокти́ст Іва́нович Пачо́вський (18 лютого 1907, с. Вижній Стратин, нині с. Стратин, Івано-Франківська область — 30 грудня 1984, м. Львів) — український літературознавець, педагог. Племінник Василя Пачовського. Кандидат філологічних наук (1947).

## Життєпис
Теоктист Пачовський народився в селі Вижньому Стратині, нині с. Стратин Рогатинської громади Івано-Франківського району Івано-Франківської области України.
Дитинство Пачовський провів у селах Старому Збаражі та Залужжі; протягом 1920—1930-х бував у батьківському домі в с. Зарубинцях (всі нині — Тернопільського району).
Навчався в Збаразькій гімназії. 1933 року закінчив гуманітарний факультет Львівського університету. Працював приватним репетитором української і польської мов; згодом — асистент, а від 1936 — доктор філології Львівського університету. У роки німецької окупації учителював у 1-й Львівській гімназії. Протягом 1939—1941, 1945—1973 років працював доцентом кафедри української літератури Львівського університету.
Помер 30 грудня 1984 року у Львові. Похований на 29-му полі Сихівського цвинтаря.

## Доробок
Досліджував творчість Григорія Сковороди, Івана Франка, Тараса Шевченка, «Слово о полку Ігоревім», українсько-польські взаємини та інші.